# UTC+09:00

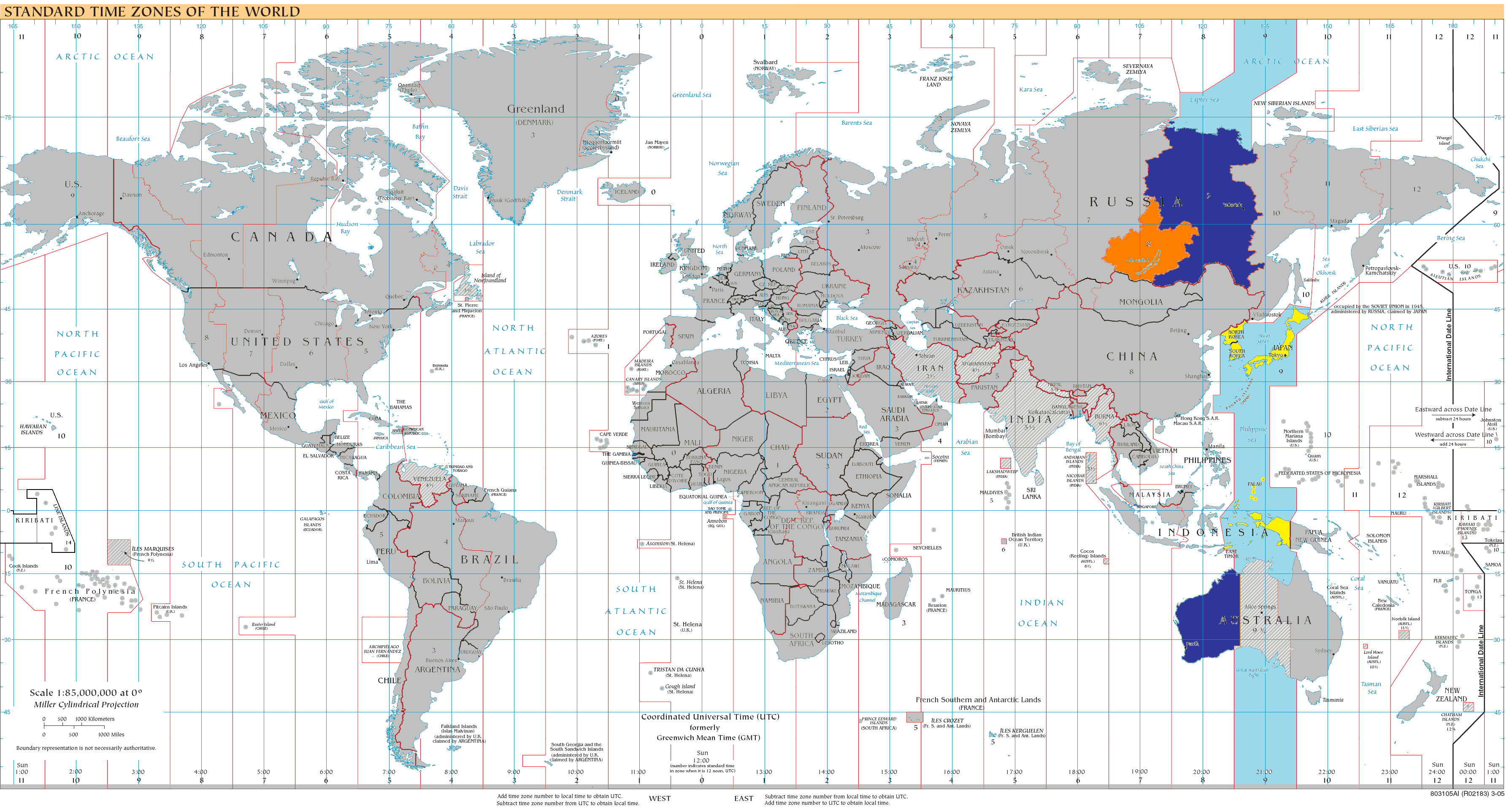
území, kde čas UTC+9 platí celoročně
území, kde čas UTC+9 platí sezónně v zimním období
území, kde čas UTC+9 platí sezónně v letním období
území, kde čas UTC+9 neplatí
mořské plochy spadající do pásma UTC+9
mořské plochy nespadající do pásma UTC+9
Poznámka: Stav k roku 2008

UTC+09:00 je zkratka a identifikátor časového posunu o +9 hodin oproti koordinovanému světovému času. Tato zkratka je všeobecně užívána.
Existují i jiné zápisy se stejným významem:
- UTC+9 — zjednodušený zápis odvozený od základního[1]
- I — jednopísmenné označení používané námořníky, které lze pomocí hláskovací tabulky převést na jednoslovný název (India).[2]

Zkratka se často chápe ve významu časového pásma s tímto časovým posunem. Odpovídajícím řídícím poledníkem je pro tento čas 135° východní délky, čemuž odpovídá teoretický rozsah pásma mezi 127°30′ a 142°30′ východní délky.

## Jiná pojmenování
| zkratka | česky                   | anglicky                         | poznámka                     | odkaz  |
| AWDT    | -                       | Australian Western Daylight Time | neaplikuje se                | [ 4 ]  |
| CHOST   | -                       | Choibalsan Summer Time           | historicky definované pásmo  | [ 5 ]  |
| IRKST   | -                       | Irkutsk Summer Time              | neaplikuje se                | [ 6 ]  |
| JST     | japonský standardní čas | Japan Standard Time              |                              | [ 7 ]  |
| KST     | korejský standardní čas | Korea Standard Time              |                              | [ 8 ]  |
| PWT     | -                       | Palau Time                       |                              | [ 9 ]  |
| TLT     | -                       | East Timor Time                  |                              | [ 10 ] |
| ULAST   | -                       | Ulaanbaatar Summer Time          | neaplikuje se                | [ 11 ] |
| WIT     | -                       | Eastern Indonesian Time          | viz časová pásma v Indonésii | [ 12 ] |
| YAKT    | jakutský čas            | Yakutsk Time                     | viz časová pásma v Rusku     | [ 13 ] |

## Úředně stanovený čas
Čas UTC+09:00 je používán na následujících územích, přičemž standardním časem se míní čas definovaný na daném území jako základní, od jehož definice se odvíjí sezónní změna času.

### Celoročně platný čas
- Indonésie — standardní čas na části území (provincie Moluky, Papua, Severní Moluky, Západní Papua)
- Japonsko — standardní čas platný v tomto státě
- KLDR — standardní čas platný v tomto státě
- Korea — standardní čas platný v tomto státě
- Palau — standardní čas platný v tomto státě
- Rusko — standardní čas platný na části území (Amurská oblast, Zabajkalský kraj, částečně Sacha[p 5])
- Východní Timor — standardní čas platný v tomto státě

## Neoficiální čas
Čas UTC+09:00 se používá v létě v indicko-pacifickém vlaku na cestě mezi stanicemi Kalgoorlie a Port Augusta v Austrálii. Důvodem je 2,5hodinový rozdíl mezi časem v Jižní a Západní Austrálii.